# Torres de Albarracín
Torres de  Albarracín ist ein Ort und eine Gemeinde (municipio) mit 191 Einwohnern (Stand: 2024) in der Provinz Teruel im Südwesten der Autonomen Region Aragonien im Osten Spaniens.

## Lage und Klima
Der Ort Torres de Albarracín liegt am Río Guadalaviar im Südosten des Iberischen Gebirges etwa 50 km (Fahrtstrecke) nordwestlich der Stadt Teruel in einer Höhe von ca. 1235 m. Das Klima ist gemäßigt bis warm; Regen (ca. 525 mm/Jahr) fällt übers Jahr verteilt.

## Bevölkerungsentwicklung
| Jahr      | 1857 | 1900 | 1950 | 2000 | 2017 |
| Einwohner | 636  | 489  | 444  | 161  | 178  |

Die Mechanisierung der Landwirtschaft sowie die Aufgabe bäuerlicher Kleinbetriebe und der daraus resultierende Verlust an Arbeitsplätzen haben in der zweiten Hälfte des 20. Jahrhunderts zu einem deutlichen Bevölkerungsrückgang (Landflucht) geführt.

## Wirtschaft
Die Gemeinde lebte jahrhundertelang ausschließlich vom Getreideanbau (Gerste und Weizen), der hauptsächlich zur Selbstversorgung betrieben wurde; auch Viehhaltung (Schafe, Ziegen, Hühner) fand in geringem Maße statt. Der Ort Torres de Albarracín diente als merkantiles, handwerkliches und kulturelles Zentrum für die inzwischen zumeist verschwundenen Weiler und Einzelgehöfte in seiner Umgebung. Heute spielt die Landwirtschaft immer noch die wichtigste Rolle; Einnahmen aus dem Tourismus gibt es kaum.

## Geschichte
Im 1. Jahrtausend v. Chr. siedelten in der Region wahrscheinlich keltiberische Stammesgruppen der Lobetaner. Römische und westgotische Spuren wurden bislang nicht entdeckt. In der Phase des allmählichen Zerfalls des Kalifats von Córdoba gründete die Berber-Dynastie der Banu Racin ein kurzlebiges Taifa-Emirat. Im frühen 13. Jahrhundert wurde der Ort christlich.

## Sehenswürdigkeiten
- Die im 17. Jahrhundert erbaute Pfarrkirche San Miguel ist dem Erzengel Michael geweiht. Das dreischiffige Innere ist gewölbt.
- Die aus dem 18. Jahrhundert stammende einschiffige Ermita de San Roque steht am Ortsrand.
- Das Rathaus (ayuntamiento) ist in einem Gebäude des 18. Jahrhunderts untergebracht.
- Die Casona Villarejo ist das größte Zivilgebäude des Ortes.